# Рука

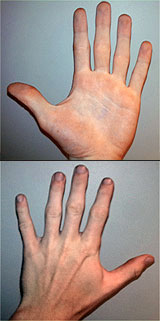
Кисть левой руки человека со стороны ладони и тыльной части

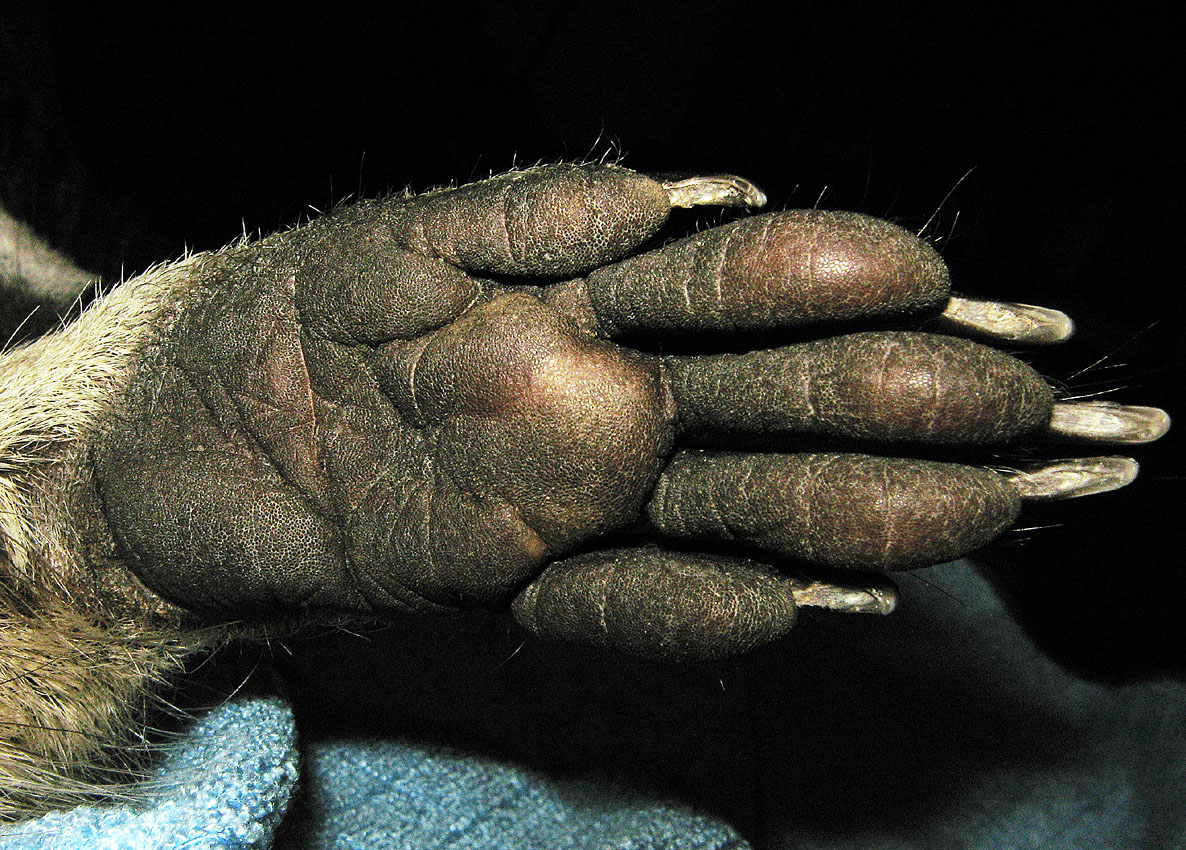
Лапы енота короткие, с настолько развитыми пальцами, что следы напоминают отпечаток человеческой ладони

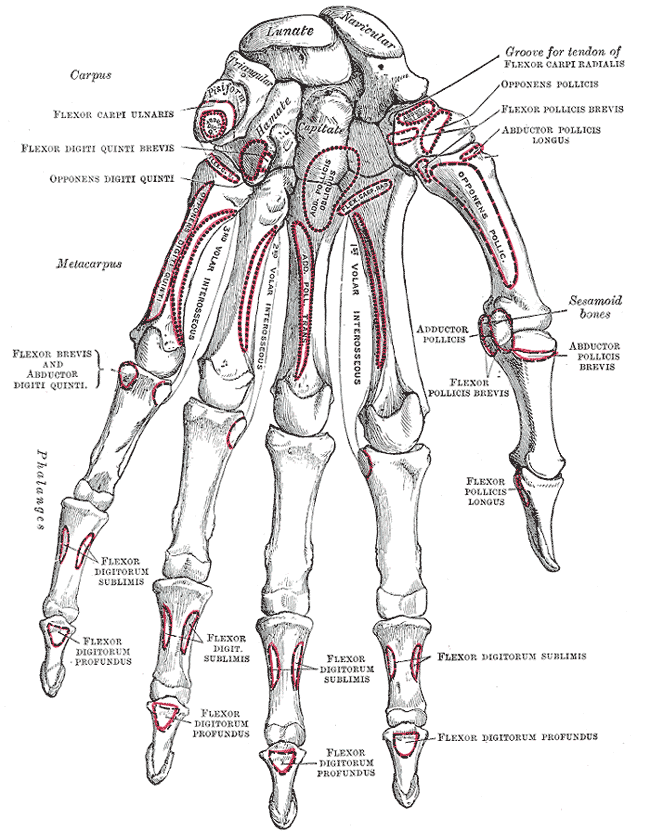
Скелет кисти руки человека

Рука́ (от праслав. *rǫka «рука», от *ronka, от *ronkā, от праиндоевр. *wronkeh₂, из *wrenk- «собирать») — верхняя конечность человека и некоторых других животных, орган опорно-двигательного аппарата, одна из главнейших частей тела. С помощью рук человек может выполнять множество действий, основным из которых является возможность захватывать предметы.
В русском языке руки имели собственные названия, ныне архаичные: десни́ца (правая рука) и шу́йца (левая рука).

## Костный скелет и области руки
В руке выделяют следующие анатомические области и соответствующие им кости (выделены курсивом):
- Плечевой пояс (ключица, лопатка)
- Плечо (плечевая кость)
- Предплечье (локтевая кость, лучевая кость)
- Кисть
  - Запястье (4 в проксимальном ряду: ладьевидная, полулунная, трёхгранная, гороховидная; 4 в дистальном ряду: трапеция, трапециевидная, головчатая, крючковидная)
  - Пясть (5 костей)
  - 5 пальцев (14 фаланг): большой, указательный, средний, безымянный, мизинец.

Также у каждого человека имеются так называемые сесамовидные косточки, их положение, размеры и количество (иногда доходящее до 2-3 десятков) крайне вариабельно.
В ненаучной литературе и в обществе, «плечевой пояс» называется словом плечо (в этот термин включается ещё и плечевой сустав с головкой плечевой кости).

## Мышцы
Мышечная система руки состоит из нескольких слоёв мышц, причём многие мышцы перекинуты через более чем один сустав, благодаря чему при сокращении одной мышцы может изменяться положение в нескольких суставах.

## Иннервация
Рука имеет эфферентную и афферентную иннервацию. Эфферентные волокна посылают сигналы от спинного мозга к руке, а афферентные волокна — от руки в спинной мозг (через дорсальные ганглии). Волокна собраны в нервы, и практически все они смешанные, то есть содержат как эфферентные, так и афферентные волокна.

## Рецепторы кожи, мышц и суставов
Рука снабжена огромным количеством сенсорных окончаний (когда руки «немеют», это признак, что что-то не в порядке с ними).

## Как мозг управляет рукой
Кора головного мозга содержит области, ответственные за управление отдельными частями тела. Эти области часто изображают в виде гомункулуса — маленького человечка, распластавшегося по коре. Ноги у человечка расположены дорсально, то есть ближе к макушке головы, а руки и лицо вентрально, то есть сбоку головы, причём рука следует после туловища, а за ней лицо. У гомункулуса большие пальцы и ладонь и относительно маленькие предплечье и плечо. В действительности, в коре не один гомункулус, а много, так как практически в каждой специализированной области представлены и руки, и голова, и ноги. Так, в части коры головного мозга, которая называется первичной моторной корой, имеется участок, который активируется каждый раз, когда человек производит движение рукой, а в первичной соматосенсорной коре имеется участок, который активируется, когда человек касается рукой какого-нибудь предмета.
Кроме корковых отделов, центры, ответственные за управление рукой, имеются в мозжечке и его ядрах, таламусе, базальных ганглиях, стволе мозга и спинном мозге. Эта сложная сеть соединённых между собой нейронов осуществляет богатый репертуар движений руки, причём различают движения автоматические (например, движения для поддержания баланса) и произвольные (продевание нитки в иголку, вдевание одеяла в пододеяльник). За сложные произвольные движения отвечает кора больших полушарий, а за автоматические — центры более низкого уровня.
Движения пальцев и всей руки возможны посредством электрической стимуляции мозга. Во время хирургической операции это делают при помощи электродов, прикладываемых к поверхности мозга, либо введённых непосредственно в мозг. При ласке мать также делает это, выполняя  плавные движения рукой по волосам ребёнка, сидя с ним рядом, пока он не заснёт.  Можно стимулировать мозг и через кожу и кость черепа. Для этого применяют фокальную магнитную стимуляцию.

## Соединение костей верхней конечности[1]
| Суставы                                                                       | Суставные поверхности                                                                                                | Вид сустава                                  | Оси движения                           | Движение в суставах |
| ----------------------------------------------------------------------------- | --- | -------------------------------------------- | -------------------------------------- | --- |
| Грудинно-ключичный art.sternoclavicularis                                     | Грудинная суставная поверхность ключицы,ключичная вырезка грудины                                                    | Седловидный, комплексный                     | Многоосный                             | Поднимание и опускание ключицы, движение ключицы вперёд и кзади, круговое движение ключицы                                            |
| Акромиально-ключичный art. acromioclavicularis                                | Суставная поверхность акромиона,акромиальная суставная поверхность ключицы                                           | Плоский                                      | Многоосный                             | Поднимание и опускание ключицы |
| Плечевой art.humeri                                                           | Головка плечевой кости,суставная впадина лопатки                                                                     | Шаровидный                                   | Многоосный                             | Сгибание-разгибание руки, отведение руки до горизонтального уровня. приведение руки,повороты руки кнаружи и внутрь, круговое движение |
| Локтевой art. cubiti                                                          | - | Сложный                                      | -                                      | - |
| Плечелоктевой art.humeroulnaris                                               | Блок плечевой кости,блоковидная вырезка локтевой кости                                                               | Блоковидный, винтообразный                   | Одноосный(фронтальная ость)            | Сгибание-разгибание предплечья |
| Плечелучевой art.humeroradialis                                               | Головка мыщелка плечевой кости,суставная ямка головки локтевой кости                                                 | Шаровидный                                   | Многоосный                             | Повороты лучевой кости вокруг продольной оси,сгибание и разгибание предплечья                                                         |
| Проксимальный лучелоктевой art. humeroradialis proximalis                     | Суставная окружность лучевой кости, лучевая вырезка локтевой кости                                                   | Цилиндрический                               | Одноосный(продольная ость)             | Повороты лучевой кости |
| Дистальный лучелоктевой art. humeroradialis distalis                          | Суставная окружность локтевой кости,локтевая вырезка лучевой кости                                                   | цилиндрический                               | Одноосный(продольная ость)             | Повороты лучевой кости |
| Лучезапястный art. radiocarpea                                                | Запястная суставная поверхность лучевой кости, проксимальная поверхность ладьевидной, полулунной, трёхгранной костей | Элипсовидный.сложный,комплексный             | Двуосный(оси:саггитальная,фронтальная) | Приведение-отведение,сгибание-разгибание кисти                                                                                        |
| Среднезапястный art. mediacarpea                                              | Суставные поверхности первого и второго ряда костей запястья (кроме гороховидной)                                    | Блоковидный,сложный                          | Одноосный(фронтальная ость)            | Сгибание-разгибание кисти |
| Запястно-пястные(2-5) artt.carpometacarpales                                  | Суставные поверхности второго ряда костей запястья и основание 2-5 пястных костей                                    | Плоские                                      | Многоосные                             | Малоподвижные |
| Запястно-пястный сустав большого пальца кисти art. carpometacarpalis pollicis | Суставные поверхности кости-трапеции и основания 1-й пястной кости                                                   | Седловидный                                  | Двуосный(оси:фронтальная,саггитальная) | Сгибание-разгибание большого пальца, отведение-приведение его, противопоставление его остальным пальцам                               |
| Межзапястные artt.intercaepeae                                                | Обращённые друг к другу суставные поверхности костей запястья                                                        | Плоские                                      | Многоосные                             | Малоподвижные |
| Пястно-фаланговые artt.metacrpophalangeae                                     | Суставные поверхности головок пястных костей и основания проксимальных фаланг                                        | I палец- блоковидный,II-V пальцы- шаровидные | Двуосные(оси:фронтальная,саггитальная) | Сгибание-разгибание, отведение-приведение пальцев                                                                                     |
| Межфаланговые artt.interphalangeae                                            | Суставные поверхности головок и оснований сочленяющихся фаланг                                                       | Блоковидные                                  | Одноосные(фронтальная ость)            | Сгибание-разгибание фаланг |

## Технологические возможности руки

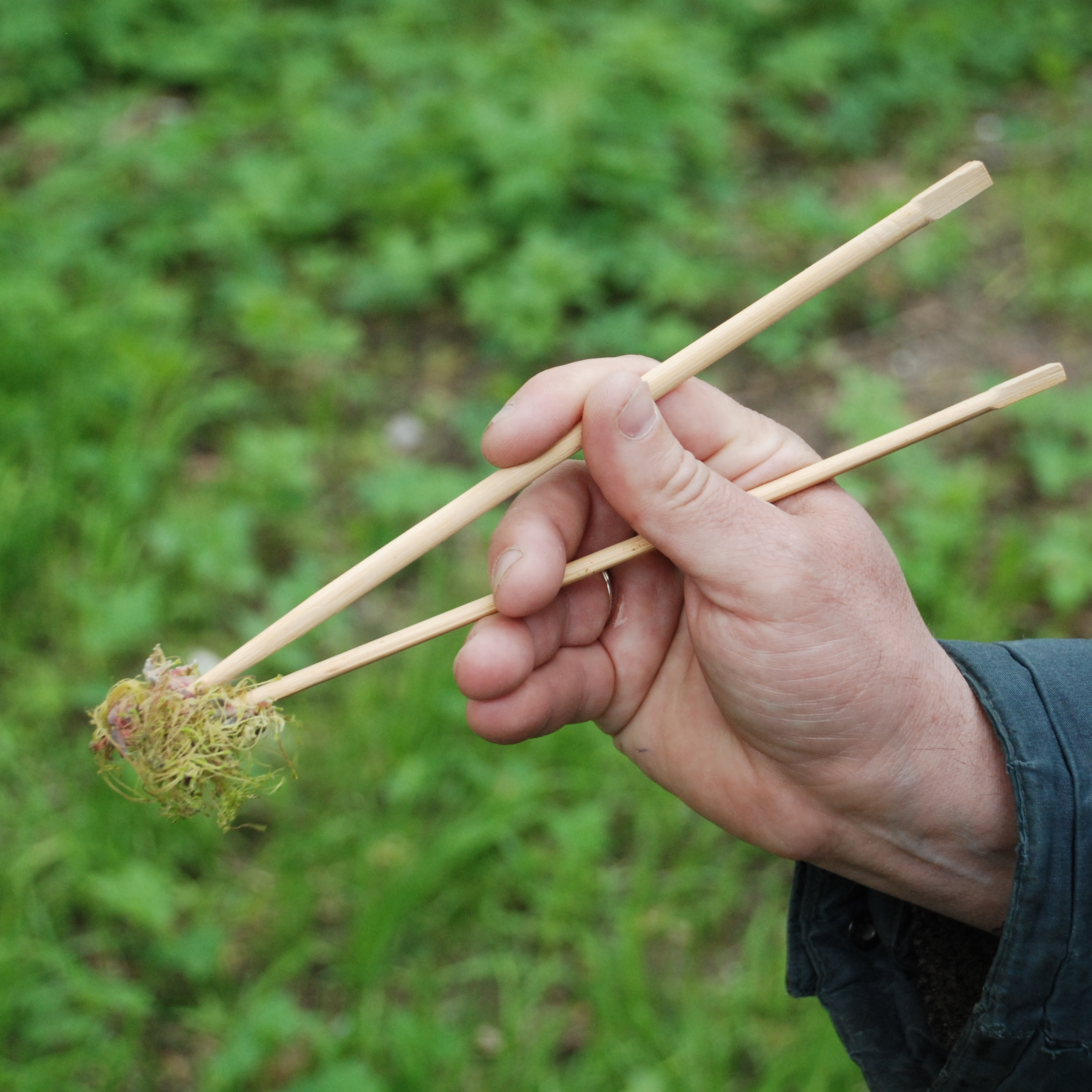
Две острые палочки, сложным образом зажатые в руке человека.

Наиболее развитым и эффективным инструментом-органом стала рука примата, представляющая собою сложную кинематическую цепь, составленную многочисленными шарнирными сочленениями её частей в суставах. Моторика руки уникальна. Её строение позволяет перемещать предметы в пространстве несколькими способами. Расправленная ладонь и палец, расположенные горизонтально, образует площадку. Расположенные сверху предметы могут быть перенесены аккуратно, бережно и с минимальными повреждениями. Такой способ переноса не приносит излишних беспокойств как переносимому предмету, так и переносящему инструменту (руке). Оса, расположенная на ладони, не причинит беспокойства. В то же время, оса, зажатая рукою, непременно эту руку ужалит. Идея бережного переноса предметов на горизонтальной подставке хорошо реализует себя в технике переноса горячих предметов. Для управления огнём необходимо было передвигать горячие угли, не причиняя повреждения рукам.
Большой палец руки находится с противоположной стороны от остальных четырёх пальцев. Такая конструкция позволяет осуществлять плотный захват крупных предметов. Захват любым пальцем, совместно с большим пальцем, позволяет аккуратно передвигать мелкие предметы. Использование при захвате нескольких пальцев, собранных одновременно вместе, позволяет настолько плотно и контролируемо удерживать предметы, что удерживаемый предмет можно двигать по заданной траектории с точностью до долей миллиметра. Руку можно сложить в виде чашки. Это позволяет перемещать жидкую воду. Каждый из пяти пальцев двигается независимо от остальных. Таким образом с помощью руки можно производить давление одновременно в пяти точках. Ловкое независимое удерживание одной рукой двух палочек позволяет сооружать щипцы. В то же время, на пальцах руки отсутствуют когти. Поэтому способ захвата мелких предметов конечностью путём предварительного прокалывания приматам недоступен. И, наконец, предмет, зажатый в кисти, а затем перемещаемый, при разжатии пальцев может быть отброшен на расстояние, большее, чем габариты человека.